# Cabuilimo
Cabuilimo (Cabulimo, Cabuilimu) ist eine osttimoresische Aldeia im Suco Dato (Verwaltungsamt Liquiçá, Gemeinde Liquiçá). 2015 lebten in der Aldeia 270 Menschen.

## Geographie
Cabuilimo liegt im Osten des Sucos Dato. Südwestlich liegt die Aldeia Lebuhei und nördlich die Aldeia Lisa-Ico. Im Osten grenzt Cabuilimo an die Sucos Darulete und Luculai und im Westen an den Suco Loidahar. Die Ostgrenze Cabuilimos bildet der Caulara, ein Quellfluss des Gularkoo.
Im Zentrum befindet sich das Dorf Cabuilimo. Die weit auseinandergezogene Siedlung liegt mit ihrem Süden im Suco Loidahar. Hier befindet sich auch die Grundschule Cabulimo. Auch im Nordosten gibt es einige Häuser.

## Politik
2023 wurde Faustino dos Santos zum Chefe de Aldeia gewählt.